# Theodore G. Bilbo
Pour les articles homonymes, voir Bilbo.
Theodore Gilmore Bilbo, né le 13 octobre 1877 à Juniper Grove (États-Unis) et mort le 21 août 1947 à La Nouvelle-Orléans (États-Unis), est un enseignant, avocat et homme politique américain.
Il est deux fois gouverneur du Mississippi (1916-1920, 1928-1932) et plus tard sénateur des États-Unis (1935-1947). Démocrate de longue date, il est un flibustier au Sénat dont le nom est synonyme de suprématie blanche – comme de nombreux Démocrates du Sud de son époque, Bilbo croit que les Noirs sont inférieurs. Il défend la ségrégation et est membre du Ku Klux Klan ,. Il a fondé sa réussite politique sur un électorat pauvre et blanc et est le produit en tant que tel du tournant du début du siècle dans le personnel politique démocrate du Sud des Etats-Unis, jusque là dominé par les riches planteurs du Sud du delta du fleuve, et qui voit émerger des politiciens tenant un discours raciste et populiste incarnés au début par le gouverneur James K. Vardaman que seconda Bilbo.

## Biographie
Bilbo fait ses études dans le comté rural de Hancock (plus tard le comté de Pearl River). Il fréquente le Peabody Normal College à Nashville, Tennessee, et la Vanderbilt University Law School. Après avoir enseigné, il est admis au barreau en 1906 et exerce à Poplarville. Il siège ensuite au Sénat de l'État du Mississippi pendant quatre ans, de 1908 à 1912.
Bilbo surmonte les accusations d'avoir accepté des pots-de-vin et est lieutenant-gouverneur, poste qu'il occupe de 1912 à 1916. En 1915, il est élu gouverneur, et il sert de 1916 à 1920. Au cours de ce mandat, il reçoit des éloges pour avoir adopté des mesures progressistes telles que la fréquentation scolaire obligatoire, ainsi que des dépenses accrues pour des projets de travaux publics. Il échoue a se faire élire à la Chambre des représentants des États-Unis en 1920.
Bilbo remporte de nouveau l'élection au poste de gouverneur en 1927 et sert de 1928 à 1932. Au cours de son mandat, il provoque une controverse en tentant de déplacer l'université du Mississippi d'Oxford à Jackson. Dans une autre controverse, il aide le candidat démocrate Al Smith à l'élection présidentielle de 1928 en répandant la rumeur selon laquelle le candidat républicain Herbert Hoover a eu des relations avec une femme noire ; Les électeurs du Mississippi, qui se posaient la question de maintenir leur allégeance au Parti démocrate à cause du catholicisme de Smith et de son soutien à l'abrogation de la Prohibition, restent en grande partie du côté de Smith après l'appel raciste de Bilbo. Sous son mandat de gouverneur, le Mississippi introduit une taxe sur la vente et est le premier État américain à le faire.

### Au Sénat
En 1934, Bilbo remporte l'élection pour le Sénat des États-Unis et y reste de 1935 jusqu'à sa mort. Au Sénat, Bilbo maintient son soutien à la ségrégation et à la suprématie blanche. Il est également attiré par les idées du mouvement séparatiste noir, le considérant comme une méthode potentiellement viable pour maintenir la ségrégation, ou à envisagé une compagne pour inciter les afro-américains à «retourner en Afrique ».
Il soutient la candidature de Franklin Delano Roosevelt à la présidence en 1932. Il est nommé à la supervision de l'administration de Agricultural Adjustment Act.
Il a soutenu le New Deal du président Roosevelt parce qu'il y a vu l'opportunité pour son état et le Sud en général de recevoir une aide économique et des programmes de travaux publics susceptibles de sortir la région du marasme économique qui perdurait depuis la guerre de Sécession et d'aider les populations rurales pauvres blanches du Mississippi. De fait, il a œuvré de façon que les aides du New Deal profitent davantage aux populations blanches qu'aux populations noires.
Il est l'auteur d'un ouvrage pro-ségrégation, Take Your Choice: Separation or Mongrelization et a régulièrement et publiquement tenu des propos racistes envers les Noirs et les Juifs :
- A la question posée par le New York World sur ce qu'il faisait pour prévenir les lynchages, il a répondu qu' « il était pratiquement impossible sans de nombreuses pertes en vies humaines, et notamment à notre époque, d'empêcher les lynchages de Nègres violeurs quand les victimes sont des femmes blanches du Sud ». Il ajoute ensuite que les États-Unis sont « un pays exclusivement blanc, ayant la civilisation de l'homme blanc, et tous les rêves de la race nègre d'accéder à une égalité sociale et politique finiront brisés »[3].
- En 1938, lors du débat sur le projet de loi visant à faire du lynchage un crime fédéral, il s'adresse à l'auditoire en tenant une page de Mein Kampf et affirme qu'« une goutte de sang nègre dans les veines du plus pur Caucasien détruit le génie créatif de son esprit ».
- En 1945, fulminant contre le projet d'établissement d'une commission sénatoriale contre la discrimination à l'embauche, il profère que « des catholiques travaillent en lien avec des rabbins en faveur de l'égalité raciale des nègres... Juifs et Nègres de New York travaillant main dans la main », qu'il a observé que « l'éditeur du Washington Post et sa femme sont des Juifs qui soutiennent le projet ».
- Un appel d'un collectif d'étudiantes de Hunter College à obtenir du Sénat une procédure de destitution à son encontre le traitant de fasciste lui fait dire que « le simple fait qu'il croie en la pureté raciale en laquelle tout nègre décent ayant du respect de lui-même devrait croire ne fait pas de lui un fasciste »[4].

### «Maire» de Washington
En dépit de son racisme affiché, il devient président de la commission sénatoriale du District de Columbia en vertu des règles de fonctionnement du Sénat fondées sur l'ancienneté. Le poste équivalait à faire de lui le maire, fonction créée en 1975, d'une ville pratiquant la ségrégation et peuplée d'un tiers de population afro-américaine.
Tout en œuvrant à améliorer les transports, les services de santé, les espaces naturels et le logement, il n'en continua pas moins à ancrer les pratiques ségrégationnistes aussi bien dans les parcs qu'à l'aéroport, aspirant même à mettre en place une loi prohibant les mariages inter-raciaux à Washington.
Il meurt dans un hôpital de la Nouvelle-Orléans alors qu'il suivait un traitement contre le cancer. Son décès inspire au bluesman Andrew Tibbs la chanson  Bilbo is dead. Il est enterré au cimetière Juniper Grove à Poplarville.
Bilbo est de petite taille (1,57m), portait fréquemment des vêtements brillants et flashy pour attirer l'attention et était surnommé The Man parce qu'il avait tendance à se référer à lui-même à la troisième personne.